# John C. Bailar Jr.
John Christian Bailar Jr. (27 mai 1904 - 17 octobre 1991) est professeur de chimie minérale à l'Université de l'Illinois à Urbana-Champaign.

## Biographie
Il obtient son BA à l'Université du Colorado et son doctorat à l'Université du Michigan. Son père est un membre du personnel de chimie de l'École de Colorado de Mines.
À l'Université de l'Illinois, il développe un programme de recherche actif sur la chimie de coordination. Il est appelé le "père de la chimie de coordination aux États-Unis", car avant son époque, ce domaine de la chimie recevait peu d'attention aux États-Unis. La torsion Bailar dans les composés de coordination porte son nom. Il aide à créer la série de livres Inorganic Syntheses et la revue Inorganic Chemistry . Son travail est largement reconnu, aboutissant à l'attribution de la médaille Priestley de l'American Chemical Society, une organisation dont il est également président,. Il est le père de deux fils, dont John Christian Bailar III.